# 庫爾漢 (蘇梅州)
50°36′53″N 34°22′21″E / 50.61472°N 34.37250°E
庫爾漢（烏克蘭語：Курган）是位於烏克蘭東北部的村莊，由蘇梅州蘇梅區的列别金市镇負責管轄。該村處於普肖爾河右岸，分別距離切爾夫萊內1.5公里和米哈伊利夫卡3公里，海拔高度110米，2001年人口638。